# Le Loup de la nuit
Pour plus de détails, voir Fiche technique et Distribution.
Le Loup de la nuit (titre original : Moon of the Wolf) est un téléfilm américain de Daniel Petrie diffusé en 1972 sur ABC.
Le film se déroule en Louisiane. Le corps d’une jeune femme, employée de maison, est retrouvé sauvagement lacéré. Les autochtones accusent des chiens sauvages d'être à l'origine de ce meurtre mais le shérif comprend rapidement que les animaux sont hors de cause. 

## Synopsis
Dans un bayou de Louisiane, des chasseurs retrouvent le corps lacéré d'une jeune femme, Ellie Burrifors. Le shérif Whitaker est chargé de l'enquête. Il découvre que le tueur l'a d'abord assommée avant de la tuer. Le médecin, qui fait aussi office de médecin légiste, l'informe que le meurtrier est gaucher. Lawrence, un ami de la jeune femme confesse au shérif qu'Ellie fréquentait un homme de la haute société, un certain Andrew Rodanthe.
De retour sur les lieux du meurtre, le shérif trouve un collier avec un camée en pendentif. Peu de temps après, il apprend que la victime était enceinte, ce que le légiste lui avait caché. Ce dernier avoue qu’il est le père de l’enfant et était amoureux de la défunte. C’était d’ailleurs avec lui qu’elle avait rendez-vous ce soir-là. Il reconnait également qu’il voulait qu’elle avorte mais qu’elle refusait et voulait l’épouser. Il se dit néanmoins complètement innocent. A la question du shérif, il précise être droitier. Le shérif l’interroge ensuite pour savoir s’il reconnait le camée qu’il a ramassé sur les lieux mais le bijou ne dit rien au médecin.
Quand le frère de Ellie découvre la liaison de sa sœur avec le médecin, il l’agresse. Arrêté, il est ensuite mystérieusement assassiné dans sa cellule : son corps est couvert de griffures et les barreaux ont été arrachés avec une force prodigieuse.
Le pendentif se révèle appartenir à la sœur de Andrew Rodanthe, elle l’avait perdu depuis longtemps. C’est son frère qui en réalité l’avait offert à Ellie ce soir-là. Il souffre depuis des années de crises de malaria qui le laissent sans connaissance pendant plusieurs heures. Il n’a aucun souvenir de la nuit du meurtre. Du moins c’est ce qu’il prétend. Il apprend parallèlement au médecin être parfaitement ambidextre. 
Victime d’une nouvelle crise, il est hospitalisé à la clinique locale. Durant la nuit, il se change en loup garou et, après avoir blessé plusieurs membres du personnel médical, s’enfuit. Il essaye ensuite de tuer sa sœur, réfugiée dans la grande maison familiale sous la protection du shérif. Quand Andrew se précipite sur elle, elle l’abat avec son revolver dont les balles avaient été préalablement bénies. 

## Fiche technique
- Titre original : Moon of the wolf
- Réalisation : Daniel Petrie
- Scénario : Alvin Sapinsley d'après le roman de Leslie H. Whitten
- Directeur de la photographie : Richard C. Glouner
- Montage : Richard Halsey
- Musique : Bernardo Segall
- Production : Everett Chambers et Peter Thomas
- Genre : Film d'horreur
- Pays :  États-Unis
- Durée : 75 minutes
- Date de diffusion :
  -  États-Unis : 26 septembre 1972

## Distribution
- David Janssen (VF : Dominique Paturel) : Shérif Aaron Whitaker
- Barbara Rush (VF : Michèle André) : Louise Rodanthe
- Bradford Dillman (VF : Bernard Tiphaine) : Andrew Rodanthe
- John Beradino (VF : William Sabatier) : Dr Druten
- Geoffrey Lewis (VF : Sady Rebbot) : Lawrence Burrifous

## DVD
- En Zone 2 : Chez l'éditeur Elstree Hill Entertainment (Copie non restaurée : format 1.33.1 plein écran en version originale. Pas de sous-titres, ni de suppléments ou de choix de langues. Chapitrage).

- En Zone 1 : Chez plusieurs éditeurs (Osiris Entertainment, Westlake Budget, Synergy Entertainment, Miracle Pictures, BCI Eclipse, American Pop Classics). Toutes les copies sont en version anglaise sans sous-titres et sans suppléments. La qualité des transferts, quant à elle, est identique à la version anglaise.